# 托莱
托莱是德国萨尔州的一个市镇。总面积57.57平方公里，总人口12670人，其中男性6223人，女性6447人（2011年12月31日），人口密度220人/平方公里。